# 테오크리토스

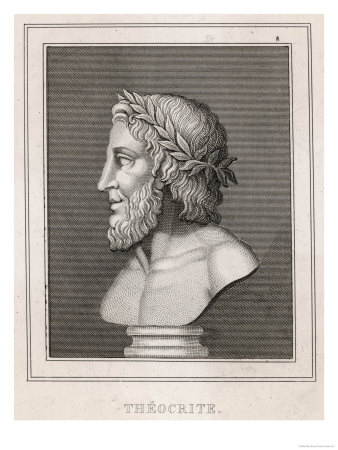

테오크리토스(그리스어: Θεόκριτος, 기원전 310?~기원전 250?)는 시라쿠사 태생의 시인이다. 원숙기를 알렉산드리아에서 보냈으며 동(東)에게해의 코스섬 문인과도 교류하여 그 영향을 받았다. 전원생활을 주제로 목자(牧者)를 노래한 짧은 시형 '목가'의 창시자이자 완성자이다. 모름지기 '목가'라 불리는 서구의 시는 현재에 이르기까지 그의 영향하에 있다고 해도 과언이 아니다. 또한 그리스에서는 최후의 참된 영감을 지닌 시인으로 손꼽히고 있다. 그의 시는 고전작가가 지닌 웅대한 늠름함은 없으나, 사실성과 낭만성을 훌륭히 조화시킨 정교한 완성미를 보여주고 있다. 주요 작품은 <목가>,<에피그램>등이 있다.

## 작품
- 목가 - 테오크리토스 작의 30개의 소품으로 된 시집. 각개의 시는 창작연대가 다르며 이 가운데는 다른 시인의 작품도 몇 편 들어 있다. 그리스어의 원제는 , 즉 '짧은 시의 모임'이란 뜻으로 <목가>는 그 일부이며 나머지는 서사시·연애시·극시 등이 들어가 있다. 하나하나의 시는 주옥과 같은 아름다움으로 빛나며 그리스 문학의 가장 아름다운 유산 가운데 하나이다.